# Ràdio Occitània
Ràdio Occitània és una ràdio local associativa, inaugurada el 1981 a Tolosa, que té com a objectiu la promoció de la llengua i la cultura occitanes. Emet programes diaris únicament en occità d'afers regionals, nacionals i internacionals (amb dos butlletins bilingües de mitja hora), i cursos d'iniciació i de perfeccionament de llengua occitana en anglès, català, francès i occità. Cap al 2007 tenia una audiència de 65.000 oients.

## Zones d'emissió[3]
- País tolosà (98.3FM)
- Comenges (89.4FM)
- Lauraguès i nord d'Arieja (106.1FM)
- Vall d'Aran (a Radio Val Pireneus (99.5FM)